# Oligoclada garrisoni
Oligoclada garrisoni är en trollsländeart som beskrevs av De Marmels 2008. Oligoclada garrisoni ingår i släktet Oligoclada och familjen segeltrollsländor. Inga underarter finns listade i Catalogue of Life.